# Pseudaiolopus keyi
Pseudaiolopus keyi är en insektsart som beskrevs av Jennifer L. Hollis 1967. Pseudaiolopus keyi ingår i släktet Pseudaiolopus och familjen gräshoppor. Inga underarter finns listade i Catalogue of Life.